# Роздольське сільське поселення
Роздо́льське сільське поселення (рос. Раздольское сельское поселение) — муніципальне утворення у складі Армізонського району Тюменської області, Росія.
Адміністративний центр — село Роздольє.

## Історія
Присілок Кізак був ліквідований 2004 року.

## Населення
Населення — 185 осіб (2020; 198 у 2018, 256 у 2010, 399 у 2002).

## Склад
До складу поселення входять такі населені пункти:
| Населений пункт  | Населення, осіб (2002) | Населення, осіб (2010) |
| ---------------- | ---------------------- | ---------------------- |
| Бузани, присілок | 52                     | 48                     |
| Кізак, присілок  | 7                      | -                      |
| Роздольє, село   | 340                    | 208                    |